# Gelasinospora indica
Gelasinospora indica är en svampart som först beskrevs av J.N. Rai, Wadhwani & J.P. Tewari, och fick sitt nu gällande namn av Arx 1973. Gelasinospora indica ingår i släktet Gelasinospora och familjen Sordariaceae.   Inga underarter finns listade i Catalogue of Life.